# Kenya Matsui
Kenya Matsui (Shizuoka, 10 september 1985) is een Japans voetballer.

## Carrière
Kenya Matsui speelde tussen 2004 en 2009 voor Júbilo Iwata en Kyoto Sanga FC. Hij tekende in 2010 bij Cerezo Osaka.